# Клифтон (Тенеси)
Клифтон (енгл. Clifton) град је у америчкој савезној држави Тенеси.

## Демографија
По попису из 2010. године број становника је 2.694, што је 5 (-0,2%) становника мање него 2000. године.
| Група             | 2000.         | 2010.         |
| Белци             | 1.601 (59,3%) | 1.664 (61,8%) |
| Афроамериканци    | 1.064 (39,4%) | 909 (33,7%)   |
| Азијати           | 1 (0,0%)      | 7 (0,3%)      |
| Хиспаноамериканци | 23 (0,9%)     | 79 (2,9%)     |
| Укупно            | 2.699         | 2.694         |